# Wilhelm von Schröter
August Wilhelm Ferdinand von Schröter, auch August Wilhelm von Schröter (* 13. Juni 1799 in Rendsburg; † 14. August 1865 in Schwerin) war ein deutscher Rechtswissenschaftler, Instanzrichter und Minister des (Teil-)Großherzogtums Mecklenburg-Schwerin.

## Leben

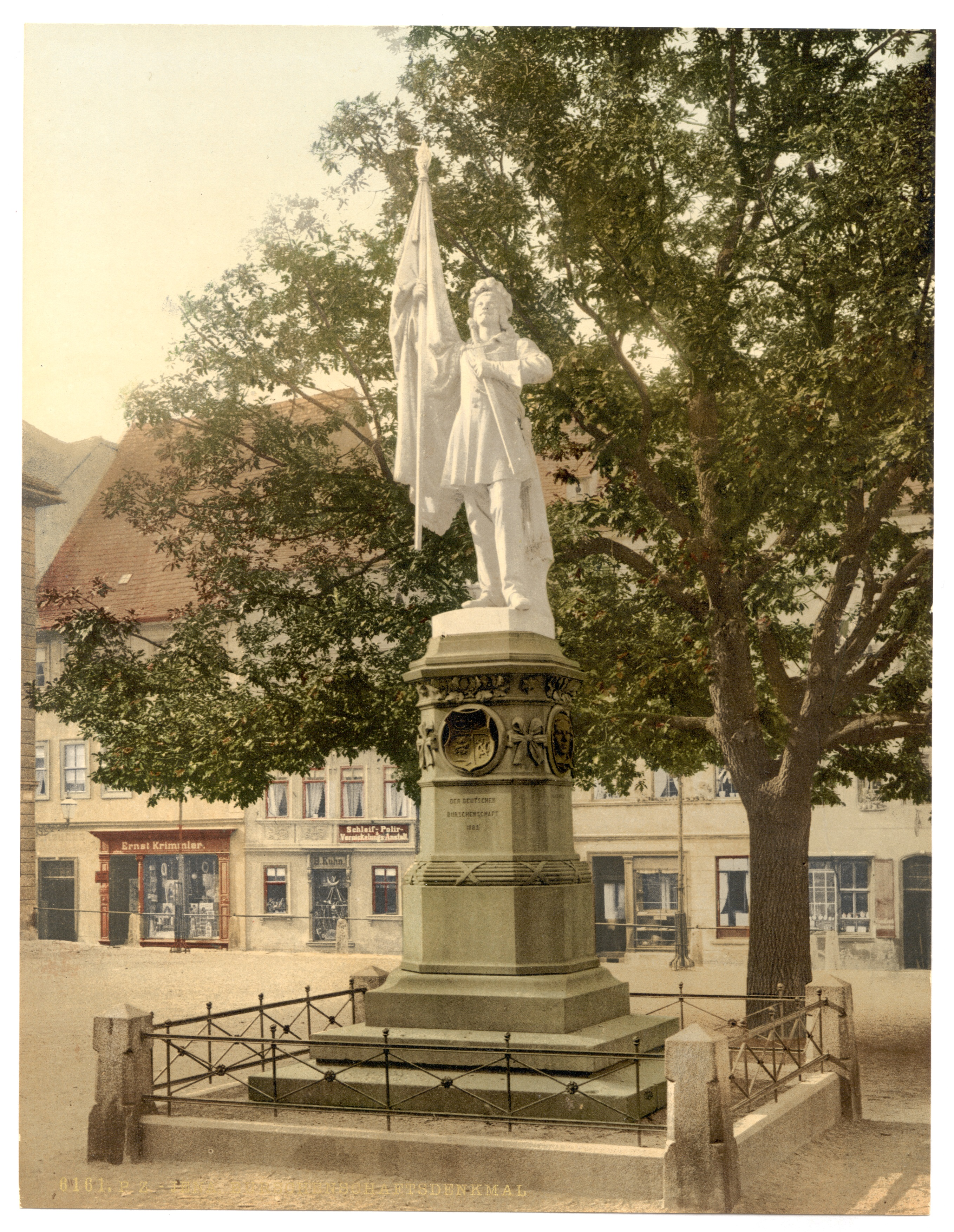
Burschenschaftsdenkmal und Burschenschaftseiche um 1900 auf dem Eichplatz

Wilhelm von Schröter war Sohn des dänischen Kriegsrats Christian Heinrich (v.) Schröter († 14. Oktober 1829), der ab 1805 Rittergutsbesitzer auf Langensee bei Bützow und Mitglied des mecklenburgischen patriotischen Vereins war. Hans Rudolf Schröter und der Maler Gottlieb Heinrich von Schröter waren seine Brüder.
Schröter studierte von Ostern 1816 bis Michaelis 1819 Rechtswissenschaften an der Georg-August-Universität Göttingen, in Königsberg und der Universität Jena. Während seines Studiums wurde er 1816 Mitglied der Göttinger Burschenschaft und 1818 der Königsberger Burschenschaft. In Jena war er Mitglied der Urburschenschaft und ist 1819 als einer ihrer Führer mit einer Rede bei der Feier zur Pflanzung der Eiche auf dem Eichplatz belegt. In Jena wurde er 1820 zum Dr. iur. utr. (beider Rechte) promoviert und habilitierte sich dort 1821. Karl Eduard Vehse bemerkt süffisant, Schröter sei nach seiner wilden Zeit als Tyrannenfresser sehr schnell und sehr weitgehend zahm und doktrinär geworden. Er wurde 1822 zum außerordentlichen Professor und 1823 zum ordentlichen Honorarprofessor der Universität Jena ernannt. 1825 erhielt er dort eine ordentliche Professur an der Juristischen Fakultät und wurde 1827 gleichzeitig auch Richter am thüringischen Gesamtoberappellationsgericht in Jena. Im Sommersemester 1831 beteiligte er sich auch als Rektor der Alma Mater an den organisatorischen Aufgaben der Bildungseinrichtung. 1836 wurde er an das Mecklenburgische Oberappellationsgericht in Parchim berufen, das 1840 nach Rostock verlegt wurde. 1837 erreichte er die mecklenburg-schwerinsche Anerkennung des seinem Onkel 1790 verliehenen Reichsadels für sich und seine Brüder.
Nach der gescheiterten Revolution in Mecklenburg (1848) und dem Rücktritt von Ludwig von Lützow und des gesamten Staatsministeriums vom Großherzog am 12. April 1850 war zunächst als Staatsrat, ab 1858 als wirklicher Staatsminister mit der Leitung des Justizministeriums betraut. Hinzu kam die besondere Verantwortung für die Abteilung der geistlichen, Unterrichts- und Medicinal-Angelegenheiten, womit Schröter de facto Kultusminister war.
Karl von Hase, der sich 1830 in Jena mit Schröter und seiner Frau Clara geb. Suckow angefreundet hatte, entfremdete sich später von Wilhelm von Schröter, als der nachmals reactionärer Justizminister von Mecklenburg und Pietist wurde.
Schröters Tochter Clara (* 1825) heiratete den mecklenburg-strelitzschen Justizrat (Carl Friedrich Georg Ludwig Ernst) Alexander von Malschitzki (* 30. Mai 1814 Neustrelitz, † 20. März 1876 Neustrelitz), der 1850 Vertreter Mecklenburgs im Erfurter Unionsparlament war.

## Auszeichnungen
- Großkreuz, Hausorden der Wendischen Krone (mit der Krone in Gold)
- Großkreuz, Herzoglich Sachsen-Ernestinischer Hausorden

## Schriften
- De nexu tutelae et juris succedendi ab intestato in bona defunctorum, 1820
- De sponsoribus, fidepromissoribus et fidejussoribus, 1822
- Observationes juris civilis, 1826
- De temporis vi in actionibus atque interdictis tollendis, 1827
- De temporibus in integrum restitutionum, 1834
- Bemerkungen über die beabsichtigte neue Ordnung der Rechtspflege in Mecklenburg-Schwerin und -Strelitz, 1850
- (anonym erschienen) Die katholische Religionsübung in Mecklenburg-Schwerin. Geschichtlich und rechtlich  Jena: Frommann 1852 (Digitalisat des Exemplars der Bayerischen Staatsbibliothek)

- Weiter erschienen von ihm Aufsätze im Hermes und in der von ihm seit 1837 mit Justin von Linde und Gustav Ludwig Theodor Marezoll herausgegebenen Zeitschrift für Civilrecht und -Proceß.